# Gennady Vaganov
Pour les articles homonymes, voir Vaganov.
Gennady Vaganov (en russe : Геннадий Викторович Ваганов, Guennadi Viktorovitch Vaganov), né le 25 novembre 1930, est un ancien fondeur soviétique.

## Palmarès

### Jeux olympiques
| Épreuve / Édition | Squaw Valley 1960 | Innsbruck 1964 |
| 15 km             | 4e                | 14e            |
| 30 km             | 4e                | 19e            |
| 50 km             | 7e                |                |
| 4 × 10 km         | Bronze            | Bronze         |

### Championnats du monde
| Épreuve / Édition | Zakopane 1962 |
| 4 × 10 km         | Bronze        |